# Триграф
Тригра́ф (от др.-греч. τρι- «три-» и γράφω «пишу») — составной письменный знак, состоящий из трёх букв и употребляющийся для обозначения на письме фонем и их основных вариантов: например, англ. sch в слове schilling, обозначающий звук /ʃ/, фр. eau в словах eau, château.

## Происхождение
В языках с давней письменной традицией триграфы возникают стихийно благодаря изменению звукового состава языка. Например, триграф sch в английском языке возник как обозначение звукового комплекса /skh/, перешедшего впоследствии в /ʃ/, в немецком тот же триграф обозначал первоначально звукосочетание /sx/.
В младописьменных языках триграфы (наряду с диграфами) вводятся изобретателем письменности для тех звуков, которым не хватает букв в использованном алфавите. Например гъь в абазинском языке, хъу в адыгейском и кабардино-черкесском языках.

## Статус в языке
Обычно триграф рассматривается как сочетание трёх отдельных букв, что отражается в алфавитном порядке статей в словарях и справочниках. Однако в некоторых языках диграфы и триграфы имеют собственное место в алфавите, например, венгерский триграф dzs, обозначающий звук /d͡ʒ/.

## Примеры

### Некоторые триграфы в латинских алфавитах
- Eau — используется во французском языке для звука /o/, а также в некоторых английских словах, заимствованных из французского языка (beauty /-juː-/, bureaucrat /-ə-/), bureaucracy /-ɑ-/)
- Gli — используется в итальянском языке для звука /ʎː/ перед гласными (кроме i)
- Igh — используется в ирландском языке для безударного конечного звука /iː/. В английском языке также может рассматриваться как триграф, означающий дифтонг /aɪ/, например, в слове night /naɪt/ «ночь»
- Oin — используется во французском языке для звукосочетания (восходящего дифтонга) /wẽ/. В тибетском пиньине обозначает звук /ø̃/ (альтернативная запись ön)
- Tch — используется в койсанском языке наро для звука /ǂʰ/, в языке сандаве для звука /tʃʰ/, в английском языке для звука /tʃ/ как альтернатива диграфу ch в некоторых положениях в слове
- Sch - в немецком произносится как Ш, например, Porsche. В английском произносится как Щ - как правило используется в иноязычных названиях, как например Schukinskaya (Щукинская) или Scherbinka (Щербинка).

### Триграфы в кириллических алфавитах
- Гъв — абазинский
- Гъу — адыгейский, кабардино-черкесский языки
- Гъь — абазинский
- Гӏв — абазинский
- Джв — абазинский
- Джъ — адыгейский
- Джь — абазинский
- Дзу — адыгейский
- Жъу — адыгейский
- Кхъ — кабардино-черкесский
- Къв — абазинский
- Къу — адыгейский, кабардино-черкесский
- Къь — абазинский
- Кьӏ — ахвахский, каратинский
- Кӏв — абазинский
- Кӏу — адыгейский, кабардино-черкесский
- Кӏь — абазинский
- Пӏу — адыгейский
- Тӏу — адыгейский
- Хъу — адыгейский, кабардино-черкесский
- Хӏв — абазинский
- Чӏв — абазинский

### Триграфы в других письменных системах
В японском языке при письме каной триграфы могут образоваться при написании слогов с палатализацией и долгой гласной, которые изображаются отдельными знаками. Например, ひょう (хирагана) / ヒョウ (катакана) хё:.
В корейском письме хангыль есть только один триграф ㅹ. Однако он не встречается ни в одном тексте и по сути является теоретическим знаком для обозначения звука */v̥/. Триграф состоит из диграфа ㅃ */b̥/ и подписного диакритического значка (кружка), маркирующего лабиодентальный ряд согласных.

### Триграфы в жестовых языках
В Амслене (американском языке жестов) есть жест, сочетающий три знака американского дактильного алфавита — i, l и y. Формально этот жест может считаться триграфом, так как состоит из жестов, выражающих буквы, но по значению он является аббревиатурой английского выражения I Love You «я люблю тебя».